# Plectrohyla psiloderma
Plectrohyla psiloderma es una especie de anfibios de la familia Hylidae.
Habita en las sierras del norte de El Salvador y el oeste de Honduras.
Sus hábitats naturales son los montanos secos y los ríos. Está amenazada de extinción por la destrucción de su hábitat natural.